# 482 a.C.

## Eventos
- Caio Júlio Julo e Quinto Fábio Vibulano, pela segunda vez, cônsules romanos.
- Se inicia a contagem do tempo mínimo de espera (36 mil anos) para o nascimento de Maitreya, o próximo Buda depois de Sidarta Gautama.